# Mziuri Gali
El Mziuri Gali es un equipo de fútbol de Abjasia que juega en la Meore Liga, la tercera división de fútbol de Georgia.

## Historia
Fue fundado en el año 1977 en la ciudad de Gali y ese mismo año debuta en la Liga Soviética de Georgia durante el periodo soviético, donde ese mismo año es campeón de Georgia. Al año siguiente llega a la final de la Copa de Georgia donde pierde ante el Megaroeli Chiatura.
Posteriormente el club se mantuvo en la primera división en las posiciones intermedias y llega a la final de la Copa de Georgia en 1984, donde pierde nuevamente, esta vez ante el FC Dinamo Zugdidi.
Tras la disolución de la Unión Soviética y la independencia de Georgia en 1990, se convierte en uno de los equipos fundadores de la Umaglesi Liga donde termina en el lugar 13 entre 18 equipos.
El club abandona la primera división en la temporada 1992/93 junto a otros dos equipos, pasando a jugar a nivel aficionado desde entonces.

## Palmarés
- Liga Soviética de Georgia: 1

1977